# Calamus taurinus
Calamus taurinus är en fiskart som först beskrevs av Jenyns, 1840.  Calamus taurinus ingår i släktet Calamus och familjen havsrudefiskar. Inga underarter finns listade.